# 佐藤耕方
佐藤 耕方（さとう こうほう、1888年（明治21年）‐1937年（昭和12年）5月28日）は、明治時代から昭和時代にかけての日本画家。本名は藤太郎。水野年方および尾形月耕の門人であった。

## 来歴
1888年、岩手県水沢（現・奥州市）に、文化年間から繁栄してきた太物商の5代目当主として生まれる。藤太郎の出生直後に母ハツは19歳で死去、一関から来た父は実家に戻ってしまい、戸籍上で祖父弥一と祖母ミノの子となった。しかし、祖父は小学校在学中に死去。小学校卒業後は呉服修業のため上京、奉公先の子守をしながら近所に住む水野年方宅の庭先において年方が絵を描くのを見ることが日課となり、その熱心さを買われて年方に入門する。その後、1904年に祖父が死去、帰郷して家業を継ぐが、水沢と東京間を往復して画業に励んだ。
1908年に年方が死去したため、1913年（大正2年）、妻子を残し再度上京、改めて尾形月耕のもとに入門した。このときに二人の師の名前から一字ずつ許されて耕方と号す。この間、1911年、第9回美術研精会展覧会に「京の花」を出品すると三等賞銅章を受賞、また、1913年の第12回美術研精会展覧会に「顔見世の夜」を出品している。
1916年、家業を分家に任せ一家を挙げて上京し、本格的に画業に取り組むが、1918年にスペインかぜにより次男、長女および妻を次々と亡くしたうえ、1920年に月耕が死去、1921年には自身の病により再び帰郷した。
1923年に三度目となる上京を果たし、日暮里方面に画友と住んで画業に励むが、また病が再発、水沢町に帰郷する。画業への意欲を見せるも、苦難を経るうち、酒におぼれて「酒のみ、屋台つぶしの画人耕方」と呼ばれた。1937年、49歳で死去。

## 作品
- 「地獄大夫図」 絹本着色
- 「金時」 絹本着色